# Henriette Avram
Henriette Davidson Avram (7 oktober 1919 – 22 april 2006) was een Amerikaanse computertechnicus , programmeur en systeemanalist die de MARC-formaten ontwikkelde, internationale standaarden voor geautomatiseerde beschrijving van bibliotheekbronnen .
De ontwikkeling van MARC-formaten eind jaren zestig en begin jaren zeventig door Henriette Avram van de Library of Congress had een revolutionair effect op op de bibliotheekpraktijken. Hierdoor konden de meeste bibliotheekfuncties worden geautomatiseerd en kon elektronische informatie tussen bibliotheken worden gedeeld met behulp van andere standaarden.
Ze werd geboren in New York en studeerde aan het Hunter College ter voorbereiding op haar studie geneeskunde. In 1942 trouwde ze met Herbert Avram (in), die voor de National Security Agency (NSA) en de Central Intelligence Agency (CIA) werkte. In 1952 hielp haar man haar aan een baan bij de NSA, waar ze zeven jaar lang werkte als programmeur en data-analist. Ze was grotendeels autodidact en studeerde geavanceerde wiskunde aan de George Washington University .
Na een korte periode in de privésector trad Henriette Avram in 1965 toe tot de Library of Congress, waar ze de taak kreeg om een formaat voor elektronische catalogisering op te zetten. Dit leidde tot de oprichting van het MARC-project, dat in 1968 werd voltooid.
Henriette Avram superviseerde de opeenvolgende ontwikkelingen van het MARC-formaat en leidde de afdeling die verantwoordelijk was voor automatisering en netwerken, waar tot 1.700 mensen werkzaam waren. Ze overleed op 22 april 2006 op 86-jarige leeftijd.

## Jeugd
Henriette Regina Davidson werd op 7 octobre 1919 in Manhattan geboren. Haar vader was horlogedistributeur en haar moeder was journaliste bij de Philadelphia Ledger . Ze had niet de intentie om bibliothecaris te worden, maar ze bracht haar zaterdagen vaak door met lezen in de plaatselijke winkels, waar zich kleine bibliotheken bevonden. In werkelijkheid droomde Henriette Davidson ervan om behandelingen te ontdekken voor kanker, waar verschillende leden van haar familie aan leden. Daarom besloot ze een tweejarige voorbereiding op de studie geneeskunde aan Hunter College te volgen. Op 21-jarige leeftijd, in 1941, trouwde ze met Herbert Mois Avram, die destijds diende bij de Amerikaanse marine . Aan het einde van de oorlog ontving Herbert Avram de onderscheiding van Lieutenant Commander voor haar deelname aan de campagnes in de Atlantische en de Stille Oceaan. Hij was een schaker en werd ook bekend door een overwinning op Bobby Fischer . Henriette en Herbert kregen drie kinderen, Marcie, Lloyd en Jay, en woonden in New York tot 1951, toen Herbert Avram werd gerekruteerd door de NSA in Washington. Herbert werkte ook voor de CIA en werd een pionier in de industrie van ondertiteling voor doven en slechthorenden in televisiedrama's die zich afspelen in de rechtszaal.

## Professioneel debuut
In 1952 verhuisde het echtpaar naar Arlington en dan naar Silver Spring. Gevestigd in Virginia, laat Henriette Avram haar leven achter zich "rustige» van een huisvrouw . Ze begon wiskunde te studeren aan de George Washington University en sloot zich in 1952 aan bij de NSA. Daar bekwaamde ze zich grotendeels in programmeren en schreef ze computerprogramma's voor de IBM 701, een van de eerste computers die speciaal voor de NSA was ontworpen. Het beroep van computerprogrammeur stond toen nog in de kinderschoenen en zij was dan ook een van de ongeveer 100 mensen ter wereld die het beroep uitoefenden. Ze herinnert zich die tijd en zegt: “Leren programmeren toen… Een routine. Iedereen werkte apart, met niets anders dan perfecte hulpmiddelen om te leren (…) en het aantal mensen dat programmeur wilde worden, was erg laag. Het was een geweldige tijd ".
Begin jaren zestig stapte Henriette Avram over naar de privésector. Ze werkte eerst voor het American Bureau of Research en daarna voor een softwarebedrijf, Datatrol Corporation. Beide banen hielden verband met systeemanalyse en programmeren, maar Henriette Avram deed haar eerste professionele ervaring met bibliotheken op bij Datatrol. Toen haar werd gevraagd een computerbibliotheek te ontwerpen, begon ze meteen bibliotheekboeken te lezen om het jargon van het vak te leren. Ze huurt ook een bibliothecaris in om haar te helpen met het ontwerp. Via dit project kwam ze in contact met de catalogiseringsdienst van de Library of Congress . Zij adviseerde Frederick Kilgour, de grondlegger van de OCLC, bij zijn vroege pogingen om bibliografische informatie te computeriseren, wat Henriette Avram "de visie op bibliografisch nut  ." In 1965 hoorde Henriette Avram over een vacature bij de Library of Congress en werd aangenomen als systeemanalist bij het Office of the Information Systems Specialist. De rest, zo verklaart ze, is geschiedenis ".

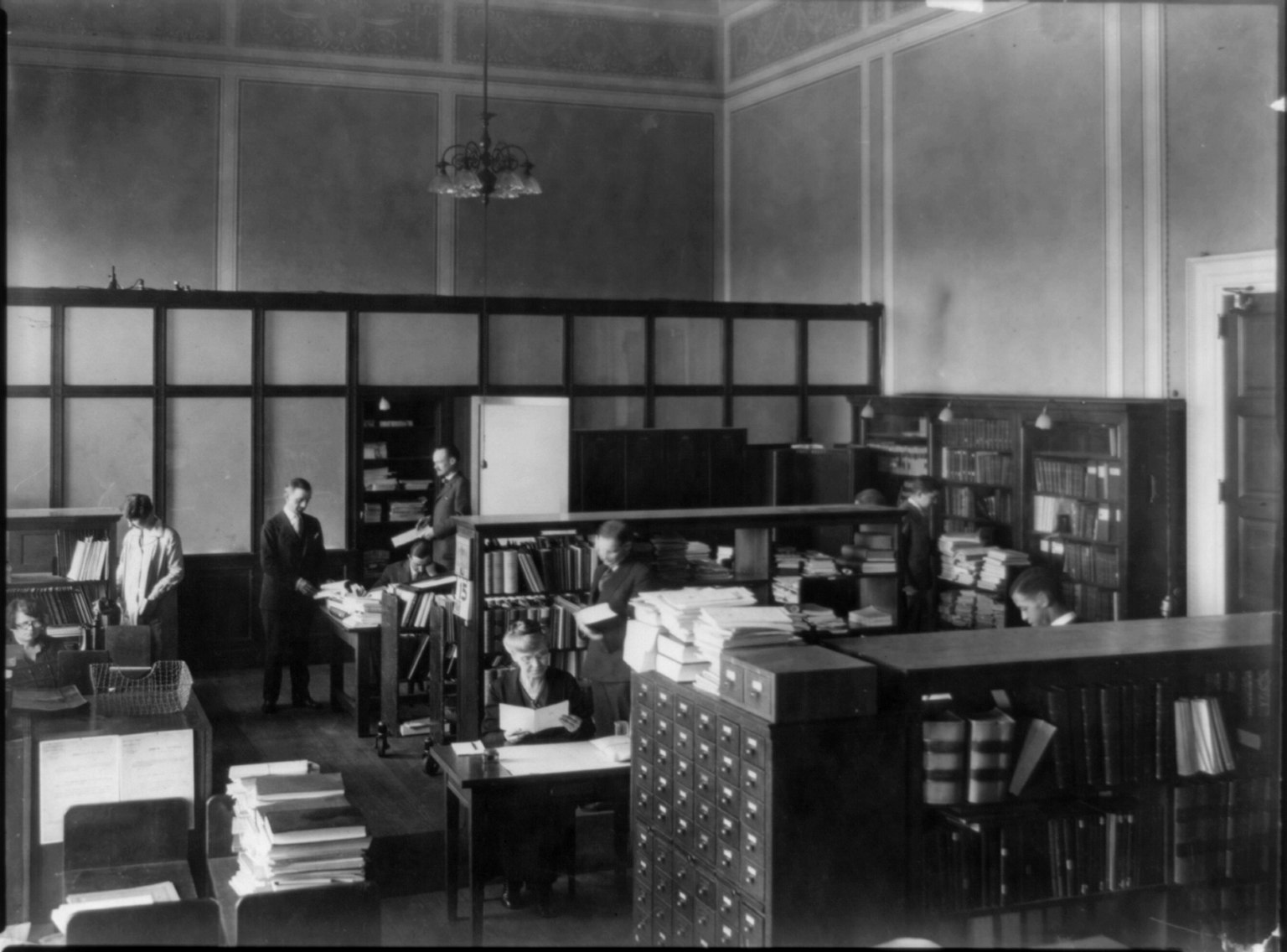
Catalogiseren in de Library of Congress, Washington, D. C. (1920)

## In de Library of Congress
Henriette Avram, beschouwd als een "bekwaam bibliothecaris" door de American Library Association (ALA), dankt veel aan de Library of Congress, waarover zij verklaarde: "Als ik het over de Library of Congress heb of ernaar verwijs als "De Grote Bibliotheek "Ik doe dit met oprechtheid en met respect voor alles wat ik binnen haar muren heb geleerd  ."Ze valt op door haar kleine gestalte, haar New Yorkse accent en haar onvermoeibare dynamiek  . Volgens twee van haar collega's: Hoe de zaken er in die pioniersdagen ook voorstonden, ze bleef schrijven, publiceren, spreken, nam werk mee naar huis, gaf mensen advies en bereikte nog duizend andere dingen  …". Ze had een zeker leiderschap: "Ze slaagde erin om de samenwerking tussen de computerspecialisten en bibliothecarissen in haar team te behouden. In haar gedachten bewoog ze zich in de bibliotheekwereld en leerde ze de problemen van bibliotheken kennen, die ze zich eigen maakte.", leggen haar collega's uit.
Haar eerste taak bij de Library of Congress was het analyseren van catalogusgegevens voor verwerking door computers. Ze herinnert zich haar ervaring bij de NSA, waar ze leerde: de primaire behoefte om het onderwerp volledig te begrijpen voordat de IT-oplossing wordt gelanceerd "Henriette Avram begint het proces met het onderzoeken van de informatie in een catalogusrecord : "We hebben het blad meerdere keren van links naar rechts en van onder naar boven bekeken om al mijn vragen te beantwoorden, en ik had er nogal wat." zegt ze over haar ervaring ". Haar taak is niet gemakkelijk: er zou voor elk stukje informatie een wiskundig algoritme gemaakt moeten worden, en er stonden miljoenen referenties in de catalogus, en dat in honderden verschillende talen. Ze bestudeerde ook de ALA-regels en de intercalatieregels van de Library of Congress om alles te leren over bibliografische controle. Nadat ze elk aspect van de bibliografische gegevens grondig heeft onderzocht, "Ze vertaalt wat ze heeft geleerd naar een reeks velden (…) die elk een naam dragen (de zones), verwerkingsinstructies (de indicatoren) en onderdelen (de subzones) ": het MARC-formaat was geboren.
De titel van Henriette Avram bij de Library of Congress veranderde in 1967: Zij is benoemd tot assistent-coördinator informatiesystemen. In deze functie bleef zij leiding geven aan het MARC-pilotproject, dat in juin 1968; Vervolgens leidde zij de distributiedienst van MARC, die in mars 1969; en het start ook het RECON-pilotproject, dat niet zal worden voltooid. Het RECON-project was een plan om oude bestanden naar het MARC-formaat te converteren. Omdat dit project niet door de Library of Congress werd geleid, werd de retroconversie per bibliotheek in het hele land uitgevoerd en niet via een gecoördineerde nationale inspanning. Henriette Avram verklaart hierover: "Dit falen had ernstige gevolgen voor alle bibliotheken. ". Dit falen aan steun voor het RECKON-project is voor haar "veruit de meest teleurstellende ervaring» van haar carrière  .
Henriette Avram nam deel aan de ontwikkeling van de internationale standaardbibliografische beschrijving voor monografieën (ISBD(M)) toen zij in 1969 een internationale bijeenkomst van catalogiseringsexperts bijwoonde, ondersteund door IFLA.
Een jaar later werd ze hoofd van het MARC Development Office bij de Library of Congress. Ze leidt nog steeds de projecten MARC en RECON, maar is ook verantwoordelijk voor alle automatiseringsprocedures voor de verschillende activiteiten van de Bibliotheek. Haar verantwoordelijkheden werden uitgebreid toen ze in 1976 directeur werd van het netwerkontwikkelingskantoor. Vervolgens is zij verantwoordelijk voor de coördinatie van het bibliotheeknetwerk en de bibliografische bronnen en normen, zowel nationaal als internationaal. Ze werd ook voorzitter van het Library of Congress Network Advisory Committee, een functie die ze meer dan tien jaar bekleedde. "Doordat ze wist hoe ze diplomatie moest tonen, hielp ze bij het bewerkstelligen van de consensus die nodig was om ingewikkelde principes op te stellen en documenten te produceren die de goedkeuring van de organisaties hadden  . Om dezelfde reden was ze ook voorzitter van de IFLA Working Group on Content Description, die voortbouwde op de ISBD om een internationale versie van het MARC-formaat te ontwikkelen, bekend als UNIMARC.
Rond 1980 leidde Henriette Avram een team van 700 mensen op de afdeling computerwetenschappen van de Library of Congress. Als eerste directeur van het programma Informatiesystemen, Netwerken en Automatisering was zij verantwoordelijk voor netwerk-, automatiserings-, bibliografische producten- en serviceactiviteiten. Toen ze drie jaar later adjunct-directeur IT-diensten werd, verdubbelde haar team. Vervolgens nam ze de verantwoordelijkheid op zich voor de catalogisering, acquisitie, uitwisselingen in het buitenland en de ontwikkeling van het automatiserings- en netwerkprogramma. Zij vervulde deze functies zes jaar lang. Over haar besluit om bij de Library of Congress te blijven, ondanks andere lucratievere aanbiedingen, zegt ze: "Ik bleef omdat ik van de mensen, de plek en de uitdagingen hield ". Toen ze in 1992 de bibliotheek verliet, was Henriette Avram adjunct-directeur, verantwoordelijk voor de collectiediensten. Haar team van 1700 mensen was verantwoordelijk voor acquisities, catalogisering, collectieontwikkeling en -behoud, buitenlandse activiteiten, het automatiserings- en netwerkprogramma en het beheer van documenten in speciale formaten.

## MARC-formaten
MARC (afkorting voor "MAchine-Readable Cataloging") is een methode om kaartcatalogi om te zetten in geautomatiseerde catalogi. Dit geautomatiseerde bibliotheeksysteem vergemakkelijkt interbibliothecair lenen aanzienlijk en creëert netwerkhulpmiddelen  . "Haar werk veranderde voorgoed de relatie van een bibliotheek met haar gebruikers en de geografische relatie met informatie. Het werd hierdoor mogelijk om bibliotheekcollecties te doorzoeken die duizenden kilometers verderop lagen. Haar werk op het gebied van het coderen en organiseren van data voor transmissie was ook een stap in de ontwikkeling van het internet … Avram is een sleutelfiguur in de revolutie van bibliotheekwetenschap naar informatiewetenschap ".
In haar opmerkingen presenteert ze MARC als "een verzameling van formaten, publicaties, procedures, mensen, standaarden, systemen, apparatuur… die van jaar tot jaar zijn geëvolueerd en de ontwikkeling van bibliotheekautomatisering en informatienetwerken hebben gestimuleerd… nationaal en internationaal  ." MARC heeft in de loop der jaren verschillende gedaantes gehad, van het eerste Planning Memorandum Nummer 3, dat leidde tot de eerste analyse van de kaartcatalogi van de Library of Congress, tot MARC 1 en nog belangrijker tot MARC 21, het formaat dat momenteel in de Engelstalige wereld wordt gebruikt.
Bij de ontwikkeling van MARC ging Henriette Avram verder dan wat van haar werd verwacht. Om ervoor te zorgen dat het landelijk zou worden aangenomen, wist ze dat MARC een standaard moest worden, en ze werkte samen met de American Library Association, het American National Standards Institute om dit te bereiken  en met IFLA ('Section on Mechanization', waarvan zij voorzitter zou worden en die de 'Section on Information Technology' zou worden) . Avram was niet tevreden met het feit dat MARC in 1971 een nationale standaard werd, maar bleef zich ervoor inzetten totdat MARC in 1973 een ISO-standaard werd. Het is grotendeels te danken aan haar inspanningen dat "MARC wordt nu wereldwijd gebruikt als basis voor bibliotheekautomatisering en bibliografische communicatie ". Henriette Avram is ook een van de bedenkers van het Linked Systems Project . In deze rol was zij "onvermoeibaar in het verspreiden van het goede nieuws over het gebruik van internationale standaarden om databases die op verschillende computersystemen zijn gehost, met elkaar te verbinden  . Hoewel ze zich nooit als een bibliothecaresse voelde, slaagde deze slanke vrouw erin om "een leidende figuur in de computerisering van bibliotheken en universele controle  ”. Daarnaast was zij voorzitter van het IFLA Professional Committee en zat zij vervolgens zes jaar lang in het IFLA Executive Committee voordat zij vicevoorzitter werd  .

## Pensioen en overlijden
Na haar pensionering vestigden Henriette Avram en haar man zich in California (Maryland). Toen ze het over haar toekomstige leven na de Library of Congress had, zei ze ooit: "Ik zal doorgaan met het zoveel mogelijk bereiken van wat ik kan bereiken, met dezelfde ongeduldigheid die ik nu heb om alles onmiddellijk te bereiken  ." Het echtpaar bleef actief via Saint Mary College, waar zij lezingen organiseerde met bibliotheekfiguren. Henriette verhuisde naar Florida na de dood van haar man van 64 jaar op 15 januari 2006. Ze stierf aan kanker drie maanden na haar man, op 22 avril, in het Baptist Hospital in Miami, op 86-jarige leeftijd. Ze had ooit gezegd: "Ik wil graag herinnerd worden als een goede leider, als iemand die iets belangrijks heeft gedaan in deze wereld en als iemand die anderen van dienst is geweest ". Haar overtuigingskracht, haar energie, haar diplomatie en "De opmerkelijke bijdrage van Mama Avram "automatisering en bibliografische controle zijn het bewijs dat ze in haar opzet is geslaagd ". Hoewel ze trots was op wat ze had gedaan, verloor ze haar motivatie niet: "We mogen niet achteroverleunen en tevreden zijn met wat er gedaan is, maar er zijn nog zoveel andere dingen te doen, zei ze  ."

## Bron
Dit artikel of een eerdere versie ervan is een (gedeeltelijke) vertaling van het artikel Henriette Avram op de Engelstalige Wikipedia, dat onder de licentie Creative Commons Naamsvermelding/Gelijk delen valt. Zie de bewerkingsgeschiedenis aldaar.

### Gerelateerde artikelen
- American Libraries, « Obituaries: Henriette Avram » juni/juli 2006.
- American Libraries, « They Won! And did it ALA’s Way », september 1997.
- Avram, H.D. (1975). MARC; its History and Implications. Library of Congress, Washington, D.C. MARC Development Office, 52 p.
- Crémieux-Brilhac, J. (1980). La Bibliothèque du Congrès ou la civilisation de l'ordinateur. Le Débat, n°2(2), 104-109.
- Fineberg, G.M. (1992), « Portrait of a pioneer: Henriette Avram left indelible mark on library profession » Library of Congress Information Bulletin, 51, p. 99-104.
- Grinstein, L.S., & Yarmish, R. (1990), « Selected published work of Henriette Davidson Avram: An annotated bibliography », in Information Technology and Libraries, 9, p. 7-32.
- Hillmann, Diane I. « Taking a Fresh Look at Standards and Conformity », inTechnicalities, novembre/ november / december.
- InCite, « She made her MARC », september 2006.
- Intner, Sheila S, « The Passing of an Era », in Technicalities, maart/april 2007.
- Jewish Woman's Archive. «Henriette Avram, 1919-2006» (geraadpleegd op 26 november 2019)
- Library of Congress-Network Development and MARC Standards Office, « MARC Standards », op de  website van de Library of Congress (geraadpleegd op 21 maart 2008).
- McCullum, Sally H. (2006) «Remembering Henriette D. Avram», in IFLA Journal, vol.32 no 3, pp.259-260.
- Miura, Grégory (2024). « Tant qu’il y aura des données. Le legs oublié d’Henriette Davidson Avram, symbole de 60 ans d’informatique documentaire », in Arabesques, n°113
- Pattie, L. (1998). « Henriette Davidson Avram, the great legacy », in Cataloging & Classification Quarterly, 25, p. 67-81.
- Rather, L.J., & Wiggins, B. (1989). « Henriette D. Avram: Close-up on the career of a towering figure in library automation and bibliographic control », in American Libraries, 20 (9), p. 855-859.
- Rather, Lucia J., and Beacher Wiggins, « MARC her Words: an Interview with Henriette Avram », in American Libraries, oktober 1989.
- Schudel, Matt, « Henriette D. Avram; Transformed Libraries », in The Washington Post (vrijdag 28 april 2006), p. B06.